# Edward Foley (1676-1747)
Edward Foley (1676-4 avril 1747) est un homme politique conservateur anglais qui siège à la Chambre des communes anglaise et britannique entre 1701 et 1741.

## Jeunesse
Foley est baptisé le 23 septembre 1676, le deuxième fils de Thomas Foley (1641-1701) de Whitley Court Worcestershire et de son épouse Elizabeth Ashe, fille d'Edward Ashe, député. Il commence dans les affaires en tant que participant occasionnel dans des entreprises commerciales, mais son addiction au jeu est devenu une préoccupation pour sa famille. En 1704, il aurait perdu 1000 £ dans une partie de jeu à Tunbridge Wells, mais il semble par la suite qu'il a été mis sous contrôle .

## Carrière
Foley est élu sans opposition en tant que député conservateur de Droitwich lors de la deuxième élection générale de 1701. Le 26 février 1702, il vote en faveur de la procédure de mise en accusation contre quatre lords whigs. Il est réélu à l'élection générale anglaise de 1702, mais avec d'autres membres de sa famille à la Chambre des communes, ses activités ne pouvaient être distinguées. Il est assistant à la Royal African Company de 1704 à 1705. Il est réélu sans opposition aux élections générales anglaises de 1705 et aux élections générales britanniques de 1708. Il vote contre la destitution du Dr Sacheverell en 1710. Après avoir été réélu sans opposition en tant que député aux élections générales britanniques de 1710, il est répertorié parmi les "dignes patriotes"' qui ont dénoncé la mauvaise gestion de l'ancien ministère et les "patriotes conservateurs" qui ont soutenu la politique de paix de la nouvelle administration. Il est également membre du club d'octobre. Il devient commissaire aux abonnements à la Compagnie de la mer du Sud en 1711. En juin 1711, il est nommé par Robert Harley au poste de receveur général du service du cuir pour un salaire de 350 livres par an, après quoi il cède son siège parlementaire à son jeune frère, Richard. Il perd le poste en 1714 lors de l'avènement de George Ier .
Foley décide de prendre la loi et est admis à Lincoln's Inn en 1717 . Il n'est jamais appelé au barreau, mais reste à Lincoln's Inn .
Foley hérite de la propriété de son frère Richard à sa mort en 1731 et le remplace comme député de Droitwich lors d'une élection partielle le 15 avril 1732. Il est réélu à nouveau aux élections générales britanniques de 1734. Après avoir voté de manière cohérente avec l'opposition, il abandonne son siège aux élections générales britanniques de 1741 .
Foley est mort célibataire le 4 avril 1747 d'une infection au pied. Son domaine passe à son neveu, Thomas Foley (2e baron Foley, 1703-1766) .